# Carica (Einheit)
Die Carica war ein türkisches Flüssigkeitsmaß und galt besonders für Wein auf der Insel Zypern.
- 1 Carica = 16 Guze = 64 Boccali/Boccalli = 525 Pariser Kubikzoll = 10,414 Liter[1]

Die Guze ist nicht mit dem Längenmaß Guz zu verwechseln. Die Carica war auch Handelsgewicht in Valencia.
- 1 Carica = 3 Quinales = 12 Arrobas = 288 Libras = 576 Marcos[2]